# Nazionale maschile di pallavolo degli Stati Uniti d'America
La nazionale di pallavolo maschile degli Stati Uniti d'America è una squadra nordamericana composta dai migliori giocatori di pallavolo degli Stati Uniti d'America ed è posta sotto l'egida della Federazione pallavolistica degli Stati Uniti d'America.

## Rosa
Segue la rosa dei giocatori convocati per i Giochi della XXXIII Olimpiade.
| N° | Nome               | Ruolo | Data di nascita   | Squadra               |
| -- | ------------------ | ----- | ----------------- | --------------------- |
| 1  | Matthew Anderson   | S     | 18 aprile 1987    | Ziraat Bankası        |
| 2  | Aaron Russell      | S     | 4 giugno 1993     | JT Thunders Hiroshima |
| 4  | Jeffrey Jendryk    | C     | 15 settembre 1995 | Prisma Taranto        |
| 5  | Kyle Ensing        | O     | 6 marzo 1997      | Saint-Nazaire         |
| 8  | Torey DeFalco      | S     | 10 aprile 1997    | Asseco Resovia        |
| 11 | Micah Christenson  | P     | 8 maggio 1993     | Zenit-Kazan           |
| 12 | Maxwell Holt       | C     | 12 marzo 1987     | Beijing               |
| 14 | Micah Maʻa         | P     | 16 aprile 1997    | Halkbank              |
| 17 | Thomas Jaeschke    | S     | 4 settembre 1993  | Panasonic Panthers    |
| 18 | Garrett Muagututia | S     | 26 febbraio 1988  | Al-Ahly               |
| 19 | Taylor Averill     | C     | 5 marzo 1992      | Projekt Warszawa      |
| 20 | David Smith        | C     | 15 maggio 1985    | ZAKSA                 |
| 22 | Erik Shoji         | L     | 24 agosto 1989    | ZAKSA                 |

## Risultati

### Competizioni FIVB
| 1964 | 9º posto        | Convocazioni |
| 1968 | 7º posto        | Convocazioni |
| 1972 | non qualificata | -            |
| 1976 | non qualificata | -            |
| 1980 | non qualificata | -            |
| 1984 | 1º posto        | Convocazioni |
| 1988 | 1º posto        | Convocazioni |
| 1992 | 3º posto        | Convocazioni |
| 1996 | 9º posto        | Convocazioni |
| 2000 | 11º posto       | Convocazioni |
| 2004 | 4º posto        | Convocazioni |
| 2008 | 1º posto        | Convocazioni |
| 2012 | 5º posto        | Convocazioni |
| 2016 | 3º posto        | Convocazioni |
| 2020 | 10º posto       | Convocazioni |
| 2024 | 3º posto        | Convocazioni |

| 1949 | non qualificata | -            |
| 1952 | non qualificata | -            |
| 1956 | 6º posto        | Convocazioni |
| 1960 | 7º posto        | Convocazioni |
| 1962 | non qualificata | -            |
| 1966 | 11º posto       | Convocazioni |
| 1970 | 18º posto       | Convocazioni |
| 1974 | 14º posto       | Convocazioni |
| 1978 | 19º posto       | Convocazioni |
| 1982 | 13º posto       | Convocazioni |
| 1986 | 1º posto        | Convocazioni |
| 1990 | 13º posto       | Convocazioni |
| 1994 | 3º posto        | Convocazioni |
| 1998 | 9º posto        | Convocazioni |
| 2002 | 9º posto        | Convocazioni |
| 2006 | 10º posto       | Convocazioni |
| 2010 | 6º posto        | Convocazioni |
| 2014 | 7º posto        | Convocazioni |
| 2018 | 3º posto        | Convocazioni |
| 2022 | 6º posto        | Convocazioni |

| 2018 | 3º posto  | Convocazioni |
| 2019 | 2º posto  | Convocazioni |
| 2021 | 7º posto  | Convocazioni |
| 2022 | 2º posto  | Convocazioni |
| 2023 | 2º posto  | Convocazioni |
| 2024 | 12º posto | Convocazioni |
| 2025 | 12º posto | Convocazioni |

| 1965 | non qualificata | -            |
| 1969 | non qualificata | -            |
| 1977 | 10º posto       | Convocazioni |
| 1981 | non qualificata | -            |
| 1985 | 1º posto        | Convocazioni |
| 1989 | 4º posto        | Convocazioni |
| 1991 | 3º posto        | Convocazioni |
| 1995 | 4º posto        | Convocazioni |
| 1999 | 4º posto        | Convocazioni |
| 2003 | 4º posto        | Convocazioni |
| 2007 | 4º posto        | Convocazioni |
| 2011 | 6º posto        | Convocazioni |
| 2015 | 1º posto        | Convocazioni |
| 2019 | 3º posto        | Convocazioni |
| 2023 | 1º posto        | Convocazioni |

### Competizioni NORCECA
| 1969 | 3º posto        | Convocazioni |
| 1971 | 2º posto        | Convocazioni |
| 1973 | 1º posto        | Convocazioni |
| 1975 | 3º posto        | Convocazioni |
| 1977 | 3º posto        | Convocazioni |
| 1979 | 5º posto        | Convocazioni |
| 1981 | 2º posto        | Convocazioni |
| 1983 | 1º posto        | Convocazioni |
| 1985 | 1º posto        | Convocazioni |
| 1987 | 2º posto        | Convocazioni |
| 1989 | 3º posto        | Convocazioni |
| 1991 | 2º posto        | Convocazioni |
| 1993 | 2º posto        | Convocazioni |
| 1995 | 2º posto        | Convocazioni |
| 1997 | 2º posto        | Convocazioni |
| 1999 | 1º posto        | Convocazioni |
| 2001 | 2º posto        | Convocazioni |
| 2003 | 1º posto        | Convocazioni |
| 2005 | 1º posto        | Convocazioni |
| 2007 | 1º posto        | Convocazioni |
| 2009 | 2º posto        | Convocazioni |
| 2011 | 2º posto        | Convocazioni |
| 2013 | 1º posto        | Convocazioni |
| 2015 | non qualificata | -            |
| 2017 | 1º posto        | Convocazioni |
| 2019 | 2º posto        | Convocazioni |
| 2021 | 5º posto        | Convocazioni |
| 2023 | 1º posto        | Convocazioni |

| 2021 | 3º posto | Convocazioni |
| 2022 | 3º posto | Convocazioni |
| 2023 | 1º posto | Convocazioni |
| 2024 | 1º posto | Convocazioni |

### Competizioni zonali
| 1955 | 1º posto        | Convocazioni |
| 1959 | 1º posto        | Convocazioni |
| 1963 | 2º posto        | Convocazioni |
| 1967 | 1º posto        | Convocazioni |
| 1971 | 2º posto        | Convocazioni |
| 1975 | 4º posto        | Convocazioni |
| 1979 | 5º posto        | Convocazioni |
| 1983 | 4º posto        | Convocazioni |
| 1987 | 1º posto        | Convocazioni |
| 1991 | 4º posto        | Convocazioni |
| 1995 | 2º posto        | Convocazioni |
| 1999 | 7º posto        | Convocazioni |
| 2003 | 4º posto        | Convocazioni |
| 2007 | 2º posto        | Convocazioni |
| 2011 | 5º posto        | Convocazioni |
| 2015 | 6º posto        | Convocazioni |
| 2019 | 6º posto        | Convocazioni |
| 2023 | non qualificata | Convocazioni |

| 2006 | 1º posto        | Convocazioni |
| 2007 | non qualificata | -            |
| 2008 | 1º posto        | Convocazioni |
| 2009 | 1º posto        | Convocazioni |
| 2010 | 1º posto        | Convocazioni |
| 2011 | 2º posto        | Convocazioni |
| 2012 | 1º posto        | Convocazioni |
| 2013 | 5º posto        | Convocazioni |
| 2014 | 2º posto        | Convocazioni |
| 2015 | 6º posto        | Convocazioni |
| 2016 | 5º posto        | Convocazioni |
| 2017 | 5º posto        | Convocazioni |
| 2018 | 7º posto        | Convocazioni |
| 2019 | 5º posto        | Convocazioni |
| 2022 | 3º posto        | Convocazioni |
| 2023 | 5º posto        | Convocazioni |
| 2024 | 2º posto        | Convocazioni |

### Competizioni estinte
| 1990 | 7º posto        | Convocazioni |
| 1991 | 6º posto        | Convocazioni |
| 1992 | 3º posto        | Convocazioni |
| 1993 | 9º posto        | Convocazioni |
| 1994 | 12º posto       | Convocazioni |
| 1995 | 10º posto       | Convocazioni |
| 1996 | non qualificata | -            |
| 1997 | non qualificata | -            |
| 1998 | non qualificata | -            |
| 1999 | non qualificata | -            |
| 2000 | 6º posto        | Convocazioni |
| 2001 | 9º posto        | Convocazioni |
| 2002 | non qualificata | -            |
| 2003 | non qualificata | -            |
| 2004 | non qualificata | -            |
| 2005 | non qualificata | -            |
| 2006 | 10º posto       | Convocazioni |
| 2007 | 3º posto        | Convocazioni |
| 2008 | 1º posto        | Convocazioni |
| 2009 | 6º posto        | Convocazioni |
| 2010 | 8º posto        | Convocazioni |
| 2011 | 7º posto        | Convocazioni |
| 2012 | 2º posto        | Convocazioni |
| 2013 | 12º posto       | Convocazioni |
| 2014 | 1º posto        | Convocazioni |
| 2015 | 3º posto        | Convocazioni |
| 2016 | 6º posto        | Convocazioni |
| 2017 | 4º posto        | Convocazioni |

| 1993 | 5º posto        | Convocazioni |
| 1997 | non qualificata | -            |
| 2001 | non qualificata | -            |
| 2005 | 2º posto        | Convocazioni |
| 2009 | non qualificata | -            |
| 2013 | 5º posto        | Convocazioni |
| 2017 | 4º posto        | Convocazioni |

| 1998 | 4º posto | Convocazioni |
| 1999 | 2º posto | Convocazioni |
| 2000 | 3º posto | Convocazioni |
| 2001 | 4º posto | Convocazioni |
| 2005 | 1º posto | Convocazioni |
| 2007 | 1º posto | Convocazioni |
| 2008 | 5º posto | Convocazioni |

| 2015 | 2º posto | Convocazioni |
| 2019 | 2º posto | Convocazioni |